# Légköri fény
A légköri fény (földfény, éjszakai fény) egy mindig jelenlévő, diffúz háttérfény, amit elsősorban a napsugárzás UV-fotonjai és nagy energiájú részecskéi keltenek a légkör atomjaiban és molekuláiban, amik éjszaka is sugároznak. A légköri fény a légkör felső rétegeiben keletkezik, és azt jelenti, hogy az égbolt soha nem lehet tökéletesen fekete. Ez az egyik indoka a Föld légkörén kívülre telepített csillagászati távcsöveknek. A keltett fény nagy részben, de nem kizárólag látható fény és ultraviola sugárzás.
A légköri fény nem csak a Föld esetén értelmezhető, hanem minden bolygónál, ami légkörrel rendelkezik.

## Fő összetevői
- gerjesztett oxigén = 557,7 nm hullámhosszú zöld fény - 100 km magasságban, egy 10 km vastag rétegben keletkezik
- gerjesztett oxigén = 630,0 nm és 636,4 nm hullámhosszú piros fény - 100 km fölötti rétegben keletkezik

A gerjesztett nátriummal együtt főként ez a három összetevő állítja elő a hajnali derengést. Az éjszakai földfény erőssége a geomágneses aktivitás változásait is követi. A nappali légköri fény nagyjából 1000-szer erősebb, mint az éjszakai, de a Nap erős fénye miatt nehezebben tanulmányozható.

## Leírása
A légköri fény a Föld légkörén kívülről nézve zöldes derengésnek látszik. A földfényhez nem tartozik hozzá a termikus sugárzás, a sarki fény, a villámlás és a meteorviharok által keltett fényjelenség.
A légköri fény keletkezése annak köszönhető, hogy a nappali napsugárzás energiája a felső légkörben a gerjesztett atomokban és molekulákban tárolódik, és az éjszaka során az atomok rekombinálódásakor, exoterm reakciókban kisugárzódik.
A sarki fénnyel ellentétben a légköri fény minden földrajzi szélességen és minden időben lezajlik.

## Felfedezése
Az 1900-as évek elején felismerték és leírták a légköri derengést. Yntenna, aki elsőként végzett fotometriai méréseket a légköri fény kapcsán, megállapította, hogy az napról napra nagy változásokat mutat, és hogy a csillagok fénye nem elegendő a légköri fény létrehozásához.
Színképelemzéssel megállapították, hogy az atomos oxigén 558 nm hosszúságú, zöld színű vonala állandóan jelen van az egész égbolton (ez gyakorlatilag „állandó sarki fény”-t jelent, de a fényerőssége annál jóval kisebb).
Rayleigh (John William Strutt) az 1920-as években kimutatta, hogy az oxigén zöld vonalának földrajzi eloszlása különbözik a sarki fény és a légköri fény esetén, és hogy a sarki fénynél jelen lévő N+2 sávok hiányoznak az éjszakai égboltból. Rayleigh első ízben fejezte ki az oxigén zöld vonalának erősségét az atomos átmenetek számával egy másodperc alatt. Napjainkban az ő nevét viseli a  légköri fény erőssége: 1 rayleigh (1 R) egyenlő négyzetcentiméterenként 106 foton egyenletes sugárzásával minden irányban egy másodperc alatt.
Az oxigén 630–636 nm-es sugárzását már korábban megjósolták, ezt 1930 körül sikerült első ízben megfigyelni, valamint a nátrium D-vonalát is.
Bár a földi színképelemzés is alkalmas a légköri fény erősségének mérésére, nem használható a magassági profil kimérésére. Egy lehetőség ennek mérésére a földről rakétával felbocsátott fotométer, ami legalább 100 km magasságot elér. A másik lehetőség egy Föld körül keringő objektumról méréseket végezni.

## Elnevezése
A légköri fény, földfény, éjszakai fény elnevezéseket Otto Struve javasolta 1950-ben, amivel C. T. Elvey egyetértett.